# Nerax aestuans
Nerax aestuans is een vliegensoort uit de familie van de roofvliegen (Asilidae). De wetenschappelijke naam werd gepubliceerd in 1763 door Carl Linnaeus.